# Parkoló (film)
A Parkoló magyar játékfilm, melyet 2014-ben forgattak Miklauzic Bence rendezésében, Lengyel Ferenc és Szervét Tibor főszereplésével. Bemutatóját 2015. január 22-én tartották, forgalmazója a Company Hungary Kft. volt.

## Cselekmény
Budapesten, az erzsébetvárosi bérházak sűrűjében, egy üresen álló foghíjtelken található a Parkoló. Üzemeltetője, hovatovább ura Légiós, aki egykor állítólag valóban a francia idegenlégióban is szolgált, amióta pedig – négy évvel a történet kezdete előtt – hazatért, a tűzfalak övezte kis területen egy sajátos birodalmat alakított ki. Van ugyan lakása is, de soha nem megy haza, egész évben a Parkoló központját képező lakókocsijában él, és csak egyetlen cél vezérli: minél inkább megőrizhesse az általa kialakított nyugalmas kis „szigetet” a külső világ káoszának betörésétől.
Egy nap azonban olyan vendég érkezik, akinek felbukkanása gyökeresen megváltoztatja mind Légiós, mind a hely addig megszokott békés életét. Az utca túloldalán álló irodaházban dolgozó, szállítmányozási területeken érdekelt gazdag üzletember 1968-as gyártású Ford Mustangjának keres biztonságos parkolóhelyet. A férfi a telek egyetlen hullámlemezzel fedett parkolóhelyét akarja elfoglalni kocsijával, ezt az egy helyet azonban Légiós nem engedi igénybe venni, annak ellenére sem, hogy ott amúgy soha nem parkol senki.
Ettől kezdve fordulatos, meglepetéseket sem nélkülöző párbaj kezdődik kettejük között, melynek során egyre rafináltabb és keményebb eszközökkel küzd egymással a két „magányos farkas”. Idővel kiderül, hogy küzdelmük igazi tétje nem is a fedett parkolóhely, sokkal inkább az, hogy a két, mindenre elszánt karakter szembe tud-e nézni a múlt fájdalmas, eltagadott vagy eltitkolt történéseivel.

## Közreműködők

### Szereplők
- Légiós: Lengyel Ferenc
- Imre, üzletember: Szervét Tibor
- Edgár: Somody Kálmán
- Ildikó: Pokorny Lia
- Attila, Ildikó férje: Rajkai Zoltán
- Tomi, a fiuk: Miklauzic Simon
- Börni, taxis: Egyed Attila
- Dr. Ketskés, jogtanácsos: Rába Roland
- Eszter, Imre válófélben lévő neje: Bartsch Kata
- Hakan, török büfés: Horváth Kristóf
- Ellenőr 1.: Gados Béla
- Ellenőr 2.: Vass György
- Rendőr: Király Attila
- Kuncsaft – sofőr: Hegedűs Bálint
- Kistakács 1: Miklauzic Soma
- Kistakács 2: Miklauzic Ármin
- Nagytakács: Miklauzic Boldizsár

### Alkotók
- Rendező: Miklauzic Bence
- Forgatókönyvíró: Hegedűs Bálint, Lengyel Ferenc, Miklauzic Bence
- Zeneszerző: Hammer Zsolt, Jávorka Ádám
- Operatőr: Miklauzic Márton
- Producer: Angelusz Iván, Reich Péter
- Vágó: Czakó Judit
- Hang: Madaras Attila

## Érdekességek
- A film központi forgatási helyszíne jól azonosítható módon a hosszú éveken át – még 2022-ben is – ténylegesen őrzött parkolóként szolgáló, VII. kerület, Kertész utca 21. szám alatti foghíjtelek volt. Az ettől eltérő helyszíneken felvett jelenetekben is – némi helyismeret birtokában – különféle konkrét pesti helyszínek ismerhetők fel.

## Kritikák, ismertetések a filmről
- Soós Tamás: Világnézetek (h)arcai. Kortárs Online, 2015. február 2.
- Klág Dávid: A szívós kisember a rafkós nagymenő ellen. Inndex.hu, 2015. január 26.
- Dobi Ferenc: Kevesebb duma, több párbaj. Port.hu, 2015. január 26.